# Carlo De Poortere
Carlo De Poortere (Kortrijk, 21 maart 1917 - 24 oktober 2002), zoon van tapijtenfabrikant Louis De Poortere (1884-1966) en Gabrielle Buyschaert († 1964), was medezaakvoerder van het familiebedrijf 'Tapijten Louis De Poortere', verzamelaar en bibliofiel met een bibliotheek van hoofdzakelijk 17de- en 18de-eeuwse boekbanden.

## Levensloop
Carlo De Poortere behoorde tot de familie die het tapijtbedrijf Louis De Poortere oprichtte en bezat. Hij was een korte tijd, samen met zijn drie broers Jean (1916-2004), Franck (1919-2004) en Pierre (1921-2006) medezaakvoerder van het familiebedrijf, waarin zij tot de jaren zeventig elk 25% aandelen hadden en dat tot een multinationale onderneming uitgroeide. De vennootschap verkeerde tegen het einde van de eeuw bijna bestendig in moeilijkheden en herstructurering.
Het tapijt van Louis De Poortere was in de naoorlogse tapijtsector een begrip, dit nog voor er sprake was van Beaulieu (Roger De Clerck) of Balta (Paul Balcaen). Het bedrijf maakte het betere vasttapijt voor de gegoede klasse en kwam op de markt met machinaal geweven tapijt. 
Carlo huwde met Suzanne Brunein (Kortrijk, 1917-2007). Het gezin telde twee zonen: Patrick en Marc. 

## Boekencollectie
Carlo De Poortere bracht tijdens zijn leven een prestigieuze en geraffineerde collectie van geïllustreerde boeken uit de zestiende tot twintigste eeuw bijeen. Hij werd hierbij geadviseerd door de Brusselse antiquaar Florent Tulkens.
Een deel van zijn verzameling werd verkocht in de jaren 2009 tot 2012 in Brugge bij antiquariaat en veilinghuis Marc Vande Wiele. Op 6 juni 2014 verkocht het venduhuis Bergé in Brussel tekeningen van Felicien Rops uit de nalatenschap Carlo De Poortere.
Een belangrijk deel van de collectie ging onder de hamer op 6 november 2014 in Parijs bij Sotheby's. Deze veiling van een 300-tal loten met (Franse) boekbanden haalde een bedrag van 2.344.179 euro (waarvan 65 procent van de stukken meer opbracht dan werd geschat). 
Op 2 december 2014 werd bij veilinghuis Bernaerts in Antwerpen een 15de-eeuws getijdenboek (met 16 grote en 17 kleinere miniaturen) uit zijn collectie geveild. Het betreft een Mariagetijdenboek volgens de Romeinse ritus, afkomstig uit Brugge (ca. 1440-1450), toegeschreven aan een navolger van de Meesters van de Goudranken en van Jan van Eyck. Het werd verkocht voor € 55.000.
Naast boeken bezat Carlo De Poortere ook een opmerkelijke verzameling van handschriften en memorabilia, meer bepaald afkomstig van of met betrekking tot Georges Rodenbach, Félicien Rops, Emile Verhaeren, James Ensor en vooral Maurice Maeterlinck en Michel de Ghelderode. Ze werden na zijn dood geschonken of verkocht aan gespecialiseerde instellingen die archieven over de vermelden bewaren.